# Taoyuanhe Shuiku
Taoyuanhe Shuiku är en reservoar i Kina. Den ligger i provinsen Hubei, i den centrala delen av landet, omkring 130 kilometer nordväst om provinshuvudstaden Wuhan. Taoyuanhe Shuiku ligger 143 meter över havet. I omgivningarna runt Taoyuanhe Shuiku växer i huvudsak blandskog.
Genomsnittlig årsnederbörd är 1 226 millimeter. Den regnigaste månaden är september, med i genomsnitt 179 mm nederbörd, och den torraste är december, med 15 mm nederbörd.